# 1901 Moravia
1901 Moravia је астероид са пречником од приближно 27,03 km.
Афел астероида је на удаљености од 3,462 астрономских јединица (АЈ) од Сунца, а перихел на 3,030 АЈ.
Ексцентрицитет орбите износи 0,066, инклинација (нагиб) орбите у односу на раван еклиптике 24,058 степени, а орбитални период износи 2136,736 дана (5,850 година).
Апсолутна магнитуда астероида је 11,20 а геометријски албедо 0,080.
Астероид је откривен 14. јануара 1972. године.